# Кванбук (регион)
Кванбу́к — регион в Северной Корее, отождествляемый с провинциями Хамгён-Пукто и Хамгён-Намдо. На территории региона в своё время существовало королевство Окчо. Затем он входил в состав Когурё и Пархэ, после чего последовательно захватывался Корё и чжурчжэнями. Название Кванбук в настоящее время используется редко.